# Wielka trójka renesansu
Wielka trójka renesansu – określenie dla trzech najwybitniejszych artystów włoskiego renesansu: Leonarda da Vinci (1452–1519), Michała Anioła (1475–1564) i Rafaela Santi (1483–1520), tworzących na przełomie XV i XVI wieku

## Najwybitniejsze dzieła wielkiej trójki renesansu[4]

Mona Lisa (Leonardo da Vinci)
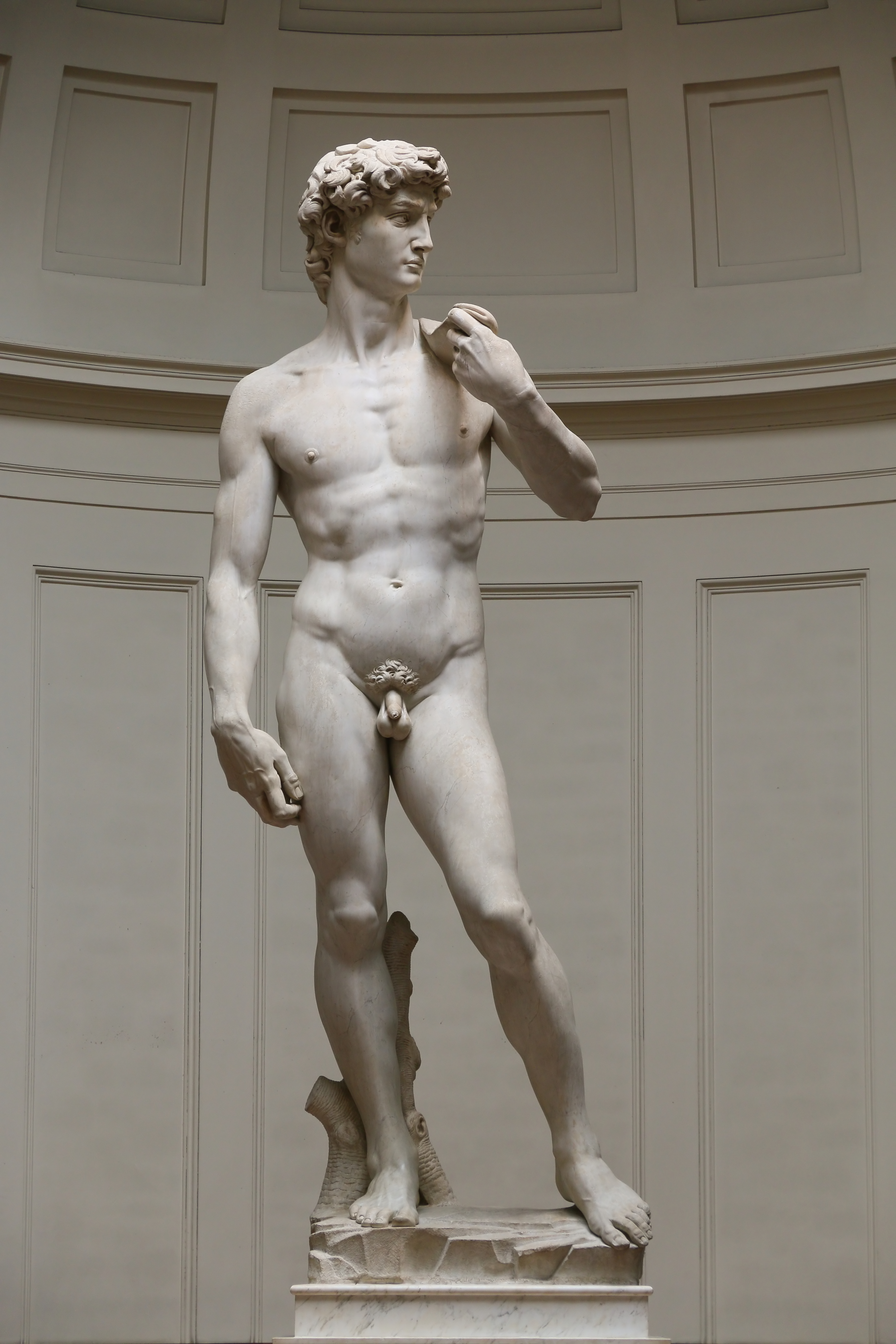
Dawid (Michał Anioł)
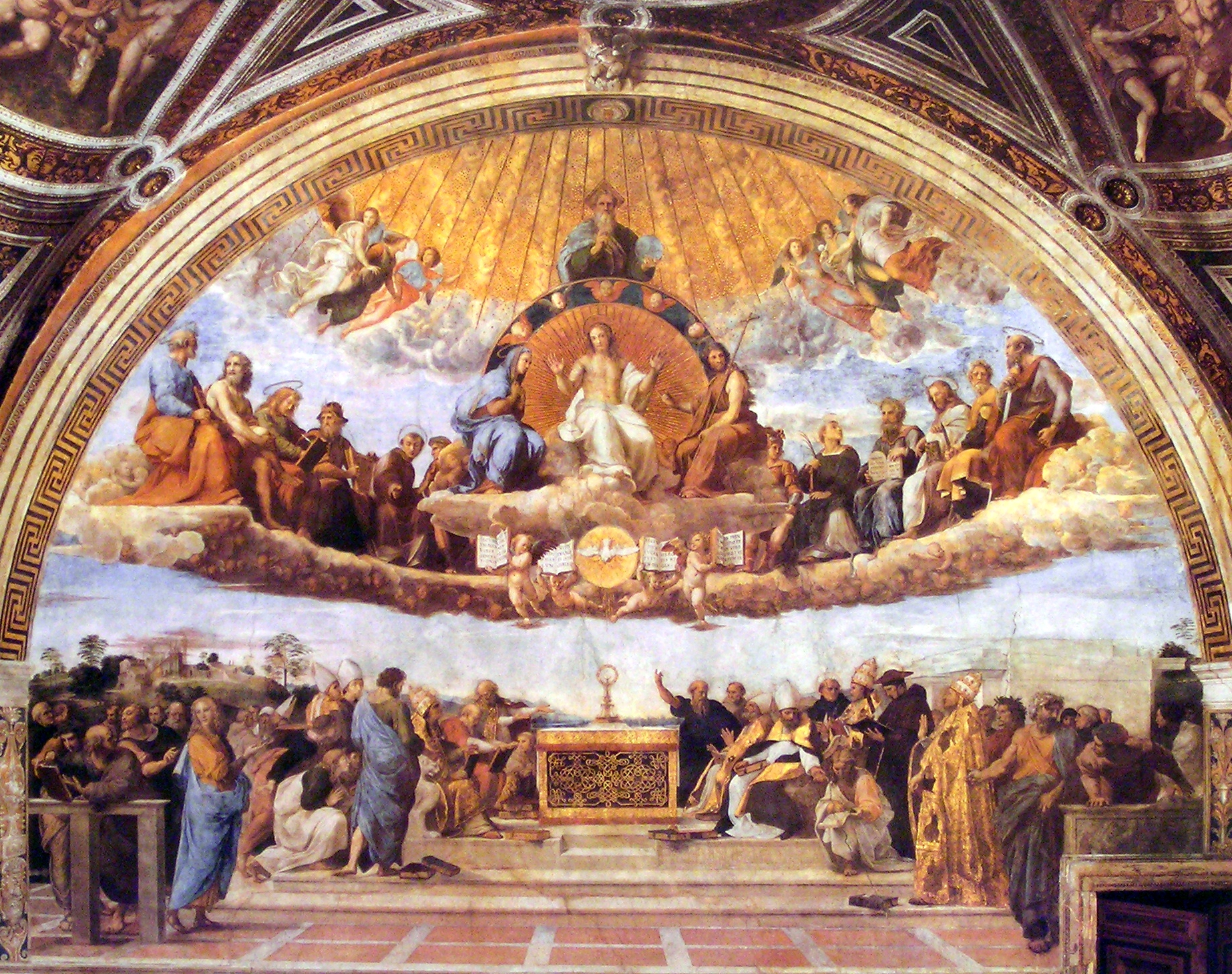
Freski w Stanzach Watykańskich (Rafael Santi)